# 게오르기 치체린
게오르기 바실리예비치 치체린(러시아어: Георгий Васильевич Чичерин: 1872년 11월 24일 - 1936년 7월 7일)은 소련의 정치인, 마르크스주의 이론가이다. 1918년에서 1930년 사이에 외무인민위원을 역임했다.
러시아 사회민주노동당 분당 당시 멘셰비키에 가담했다가 1914년 제1차 세계 대전이 발발하면서 반전주의에 기울어 볼셰비키로 전향했다. 러시아 혁명 이후인 1918년 초에 망명지에서 러시아로 귀국하여 정식으로 볼셰비키에 입당하고 당시 외무인민위원 레프 트로츠키를 보좌하여 브레스트-리토프스크 조약 조인에 참여했다. 이후 트로츠키의 후임으로 외무인민위원이 되었다. 외교관으로서 치체린은 친독 반영주의자였다.
일중독자였던 치체린은 1928년부터 신병이 악화되어 1930년 부위원 막심 리트비노프에게 위원직을 넘겨주고 은퇴한다. 1936년 사망했고, 흐루쇼프 시대가 될 때까지 거의 언급되는 일 없이 잊혀진 사람이 되었다
.
| 전임 레프 트로츠키 | 제2대 러시아 СФСР의 외무인민위원 1918년 4월 9일 - 1923년 7월 6일 | 후임 (폐지) |

| 전임 (신설) | 제1대 소련의 외무인민위원 1923년 7월 6일 - 1930년 7월 21일 | 후임 [[막심 리 트비노프]] |